# 鄭拔進
鄭拔進（?—?），福建南安縣人，清朝政治人物。
鄭拔進為雍正二年（1724年）甲辰科進士。雍正七年（1729年）九月由漳州府學教授調任臺灣府儒學教授。後陞任廣東仁化縣知縣。